# Яромар I

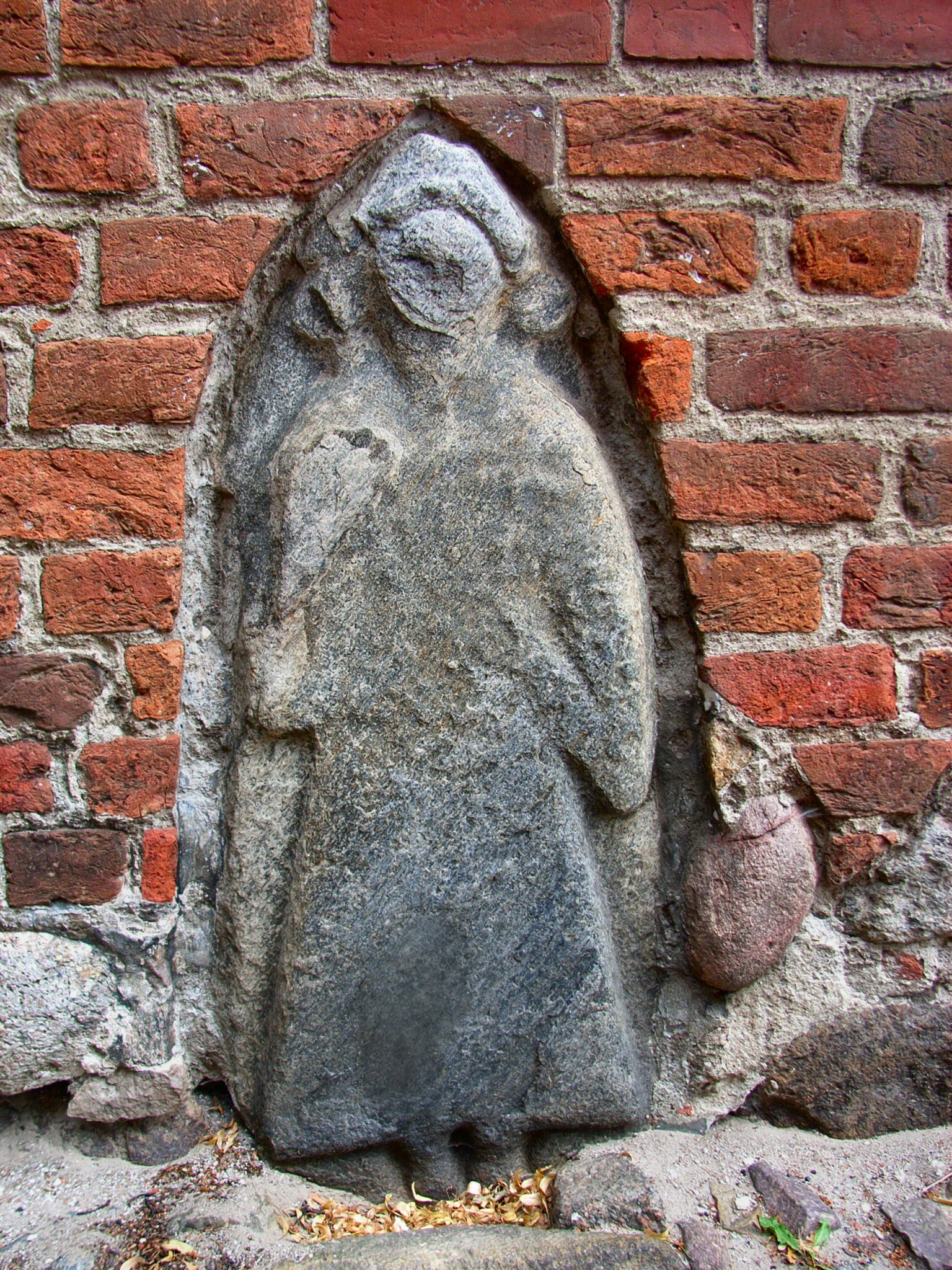
Можливий надгробок Яромара І в Бергені на Рюгені

Яромар І (народився 1141 року; помер 1218) — ругійський князь від 1170 року.

## Біографія
За словами Поморського літописця Томаса Кантзова його батько був Рацлав ругійський (1105—1141). 

Він правив з братом Теславом. 15 червня 1168 данський король Вальдемар I Великий і єпископ Роскілля Абсалон завоював укріплений храм Аркона. Після переговорів, які проводив єпископ Абсалон, ругійські князі здалися і здали без бою свою столицю Чаренза, зложили данину данському королю і зобов'язалися прийняти християнство. Теслав востаннє згадується в 1170 році.
Починаючи приблизно з 1180, Яромар І проживав в резиденції у місті Руґард біля Бергена . Потім доручив почати будівництво костелу і палац в Бергені. Через спротив данців, йому довелось змінити плани. Відмовився від будівництва палацу, і заснував біля костелу бенедиктинський монастир.
З 1181, Яромар згадується в джерелах, як єдиний правитель острова Рюген. Як васал Данії, Яромар брав участь у військових походах в данських правителів в Померанію. Коли данський король Кануд VI відмовився платити данину Фрідріху Барбаросса, герцог західнопоморський Богуслав І намагався підкорити Рюген. Проте поморський флот зазнав поразки в затоці нім. Greifswal від ругійських і данських сил. У цьому ж, і наступного року, дансько-ругійська армія атакувала області в районі над рікою Піни і над Щецинською затокою. У 1186 Богуслав І повинен був платити данину данському королю. У 1189 році Кнут VI робить Яромара регентом в іменні неповнолітніх синів Богуслава I, Богуслава II і Казимира II, на місце щецінського каштеляна Варціслава Святоборжича (пол. Warcisław Świętoborzyca). До 1208 мав реальну владу в князівстві, однак мала владу і мати князів Анастасія (дочка герцога калішського Мешка III Старого). У 1208 році він заснував Штральзунд.
Поза Рюгією на материку Яромар І панував над територією аж до верхньої Піни, землі Вустерхузен, Лойц, Гюцков, Мізереж і Цітен. Земля Лассан і Цітен після суперечки з вдовою княгинею Анастасією, данським королем була віддана західнопоморському князівству. У 1198 , вибухнула війна між Данією, Померанією і Бранденбургією. В результаті Яромар І втратив райони на південь від річки Ryck. Для того, щоб зміцнити свої кордони в 1199, князь ругійський заснував у гирлі річки Ryck «цистерцианське абатство в Елдені» біля Грайфсвальда, яке заселили ченці з монастиря, що був зруйнований в Dargunie. Незабаром ченці почали колонізацію Eldeny свої володіння поселенців з Нижньої Саксонії, Вестфалії і Старий Марк . Під час правління Яромара І, Рюген був відносно щільно заселений слов'янами і не займаний німецькою колонізацією. Князь під час свого правління підтримує і фінансує християнських костели. Після його смерті він був похований у церкві в Бергені на Рюген. У північній вежі головного входу зберігся кам'яний надгробок, як вважають, гробниці Яромара I. За іншою версією, це згадка про язичницького жерця.

## Нащадки
Яромар І був одружений з Хільдегард, дочкою данського короля Канута V. Від цього шлюбу народилось п'ятеро дітей.:
- Барнута (народ. до 1193, помер. після 1235 року)
- Віслав І (народ. до 1193, помер. 1255—1256)
- Przybygniew (згадується в 1232 року)
- Люся (шлюб перед 1194, остання згадка в 1208 році), дружина Владислава III Тонконогого
- Святополк (згадується в 1207 року)